# 渡辺栄二
渡辺 栄二（わたなべ えいじ）は、日本の映画プロデューサー。日本映画学校（現・日本映画大学）卒業。

## 主な作品
- 『危ない話2　奴らは今夜もやって来た』（製作応援・1989年）
- 『ボクの、おじさん』（製作担当・2000年）
- 『五条霊戦記』（製作担当・2000年）
- 『ハッシュ!』（2001年）
- 『BORDER LINE』（2002年）
- 『わたしのグランパ』（2003年）
- 『BODER LINE』（2003年）
- 『ジーナ・K』（2005年）
- 『もんしぇん』（2006年）
- 『松ヶ根乱射事件』（2007年）
- 『ドルフィンブルー　フジ、もういちど宙へ』（2007年）
- 『ぐるりのこと。』（2008年）
- 『ニセ札』（2009年）
- 『私の調教日記』（2010年）
- 『ナース夏子の熱い夏』（2010年）
- 『酔いがさめたら、うちに帰ろう。』（2010年）
- 『毎日がアルツハイマー』（2012年）
- 『んで、全部、海さ流した。』（2013年）
- 『筑波海軍航空隊』（2015年）
- 『だれかの木琴』（2016年）